# Enslaved (band)

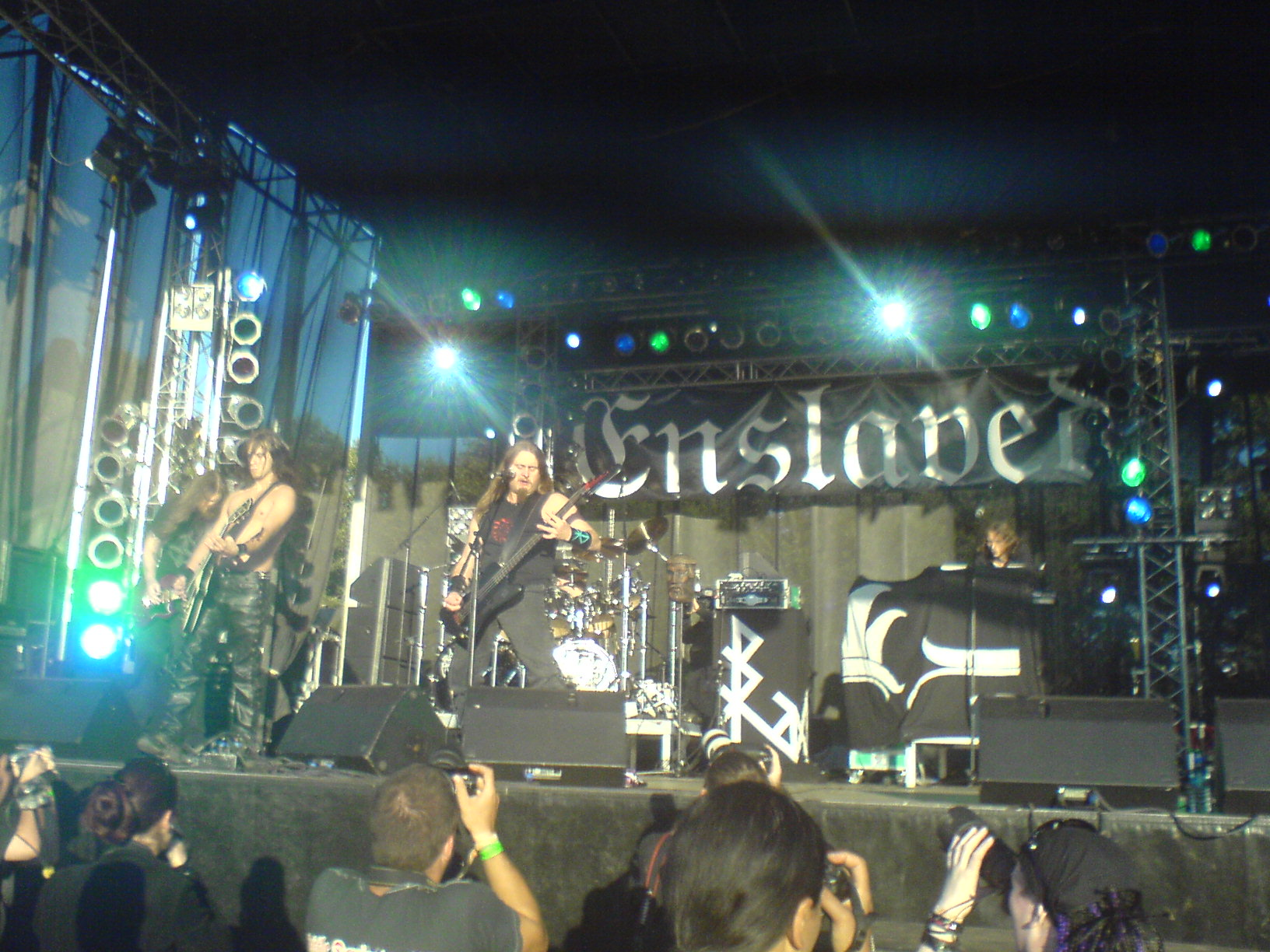
Enslaved treedt op tijdens Wacken Open Air 2007.

Enslaved is een in 1991 opgerichte Noorse metalband, oorspronkelijk begonnen als blackmetalband. De naam is geïnspireerd door een demo van een andere Noorse blackmetalband, namelijk "Enslaved in Rot" van Immortal. Hoewel begonnen als blackmetalband is de stijl ook vaak omschreven als vikingmetal. De laatste paar albums is een meer progressieve richting in geslagen.
Enslaved wordt door veel mensen naast het Zweedse Bathory gezien als pioniers van het vikingmetalgenre. Hoewel Bathory eerder begon was Enslaved een van die bands die het genre ontwikkelde. Enslaved gebruikte al vanaf hun eerste demo's de Noorse mythologie als inspiratiebron voor hun teksten. Maar speelde toen nog normale black metal, geleidelijk aan werden er op de albums meer sfeer elementen gebruikt, en ontwikkelde de muziek zich van black metal tot de melodische vikingmetal. Deze ontwikkeling vond plaats op de albums: Vikingligr Veldi, Frost, Eld en Blodhemn.
Totdat het album Mardraum - Beyond the within uitkwam, met dit album sloeg Enslaved een nieuw pad in, de muziek was experimenteler dan alle voorgaande werken van de band. De thema's gingen verder dan alleen mythologie, er kwamen vreemde zaken aan bod zoals nachtmerries (Mardraum betekent nachtmerrie in het Noors) en bovennatuurlijke belevenissen. Het volgende album, Monumension was een logisch vervolg hierop. Met de nieuwe stijl werd verder geëxperimenteerd, en het album klonk volwassener dan zijn voorganger, en wederom werd er met diverse progressieve elementen gewerkt.
Twee jaar na Monumension komt het album Below the Lights uit, waarop het geluid van Enslaved wederom ontwikkeld is. Met het daaropvolgende album, ISA, lijkt Enslaved door te breken en groeit de fanschare explosief. De band probeert te vernieuwen en tegelijkertijd de stijl van Enslaved herkenbaar te houden.

## Huidige Leden
- Grutle Kjellson - Zang(Lead) / Basgitaar
- Ivar Bjørnson - Gitaar / Keyboards / Piano / Effecten
- Arve Isdal - Gitaar(Lead) / Zang(Backing)
- Håkon Vinje - Keyboards / Piano / Zang(Clean)
- Iver Sandøy - Drums / Percussie / Keyboards / Effecten

## Discografie
- Nema, demo, 1991
- Rehearsal 92, demo, 1992
- Yggdrasill, demo, 1992
- Hordanes Land, ep, 1993
- Emperor/Hordanes Land, splitalbum, 1993
- Vikingligr Veldi, album, 1994
- Frost, album, 1994
- The Forest Is My Throne/Yggdrasil, splitalbum, 1995
- Eld, album, 1997
- Blodhemn, album, 1998
- Mardraum: Beyond the Within, album, 2000
- Monumension, album, 2001
- Below the Lights, album, 2003
- Live Retaliation, DVD, 2003
- Isa, album, 2004
- Return to Yggdrasill, DVD, 2005
- Ruun, album, 2006
- Vertebrae, album, 2008
- Axioma Ethica Odini, album, 2010
- RIITIIR, album, 2012
- In Times, album, 2015
- E, album, 2017
- Utgard, album, 2020
- Caravans to the Outer Worlds, ep, 2021
- Heimdal, album, 2023